# Kopiec Pulemelei

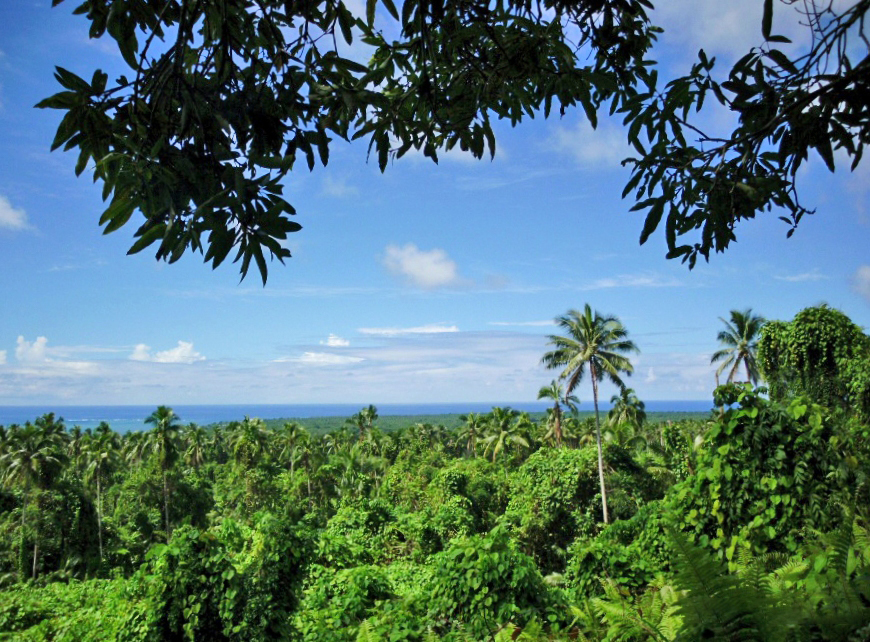
Kopiec Pulemelei

Kopiec Pulemelei – piramida zbudowana z kamieni bazaltowych, znajdująca się na Pacyfiku. Najprawdopodobniej powstał w latach 1100-1400 n.e., a jego użytkowania zaprzestano w 1700-1800 n.e.. Kopiec składa się z platformy bazowej i co najmniej 2 innych platform; których ułożenie nadaje wygląd schodkowy. Działalność na stanowisku można podzielić na V faz, z czego w każdej z nich następowała rozbudowa budowli. Od 2006 roku znajduje się pod ochroną World Monuments Watch.

## Geografia
Pulemelei znajduje się w dzielnicy Palauli w południowej części Savai (największa z czterech zamieszkanych wysp, wchodzących w skład terytorium Niezależnego Państwa Samoa), około 5 km na północny zachód od stolicy Vailoa. Budowla jest centralnym punktem stanowiska Letolo.  Kopiec Pulemelei otoczony jest gęstą dżunglą, a jego nadziemna część narażona jest na działanie niekorzystnych czynników środowiska, erozji i wietrzenia, przez to budowla jest stanowiskiem szczególnie narażonym na zniszczenie.

## Budowa

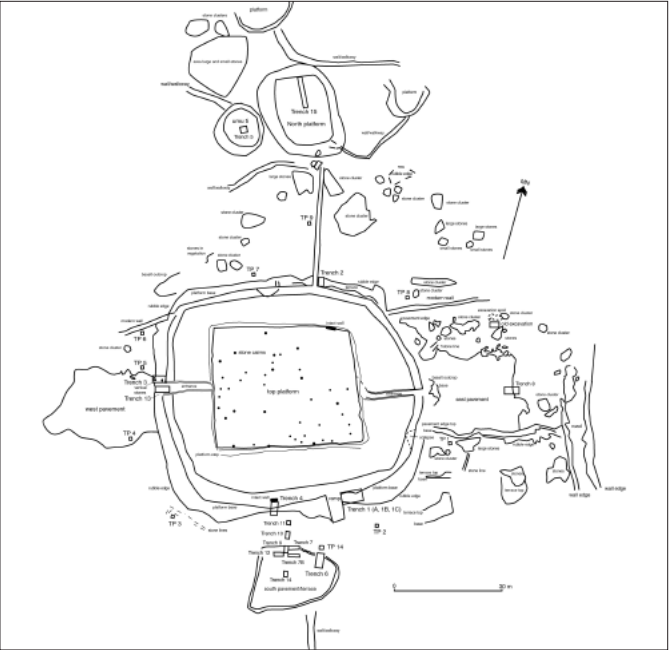
Kopiec Pulemelei i jego otoczenie.

Kopiec Pulemelei jest piramidą zbudowaną z kamieni bazaltowych. Jej podstawa ma wymiary 65 × 60 m (213 × 197 stóp) i wysokość około 12 metrów (39 stóp) na południowej krawędzi i 7 metrów (23 stopy) na północnej krawędzi; wydaje się być zorientowana w kierunkach kardynalnych. Kopiec składa się z platformy bazowej na której zostały zbudowane co najmniej dwie mniejsze platformy. Ten sposób konstrukcji nadaje kopcu profil schodkowy lub dwupoziomowy.  Dokładne mapowanie kopca Pulemelei sugeruje, że taki ostateczny wygląd budowli jest efektem konstrukcji w trzech odrębnych krokach, w trakcie V faz użytkowania kopca.
Pierwszym krokiem była budowa platformy bazowej o równej powierzchni, i wyższej ściany od strony południowej niż na ta po stronie północnej, ze względu na nachylenie terenu.
W drugim kroku, została umieszczona kolejna platforma na powierzchni platformy bazowej, na górze z których zbudowano trzecią i ostatnią najwyższą platformę.  Mniejsza platforma górna ma 41 m wzdłuż osi wschód-zachód i 32 m wzdłuż osi północ-południe.
Fundament platformy bazowej został wytyczony przez umieszczenie linii tabularnych płyt bazaltowych w pozycji pionowej w płytkim wykopie wykopanym w powierzchni ziemi. Prostokątny obrys fundamentu wypełniono następnie układając płyty bazaltowe poziomo na kamieniach fundamentowych, aż do osiągnięcia przez platformę podstawy wysokości 3–4 m od strony południowej. Ze względu na konstrukcję z suchego kamienia, ściany platformy mają boki lekko odchylone od pionu. Po wschodniej i zachodniej stronie kopca znajdują się dwa zagłębione wejścia, które zapewniają dostęp do górnej platformy. Po wszystkich stronach kopca widoczne są rozległe wychodnie kamienne spowodowane niestabilnością konstrukcji, wzrostem drzew i działalnością człowieka. Platforma podstawowa miała pierwotnie prawie pionowe boki, ale druga platforma mogła mieć je lekko skośne. Ze względu na późniejsze zawalenie się ścian, boki platformy podstawy wydają się być teraz stromo nachylone.
Cały kopiec został wykonany z naturalnych kamieni wulkanicznych, które występują lokalnie w dużych ilościach. Nie zidentyfikowano w nim żadnych obrobionych kamieni. Kamienne rumowisko wzdłuż krawędzi kopca jest rozległe, ale w niektórych miejscach, gdzie zbudowano rampy lub ściany nośne, zachowały się oryginalne ściany kopca.
Stosunkowo niedawno z kopca usunięto kamień, który posłużył do budowy ogrodzenia po wschodniej i północno-zachodniej stronie obiektu. Jednakże wejścia po wschodniej i zachodniej stronie kopca oraz rampa po stronie południowej zostały prawdopodobnie zbudowane po powstaniu platformy bazowej i wskazują na zmiany w kopcu Pulemelei w przeszłości.

## Fazy

### Faza 1
Wczesna osada znajduje się na południowej stronie kopca Pulemelei, na pokrytym ziemią naturalnym kamieniu. Pozostałości archeologiczne składają się z pieców ziemnych, ceramiki i narzędzia kamienne. Znalezisko jest interpretowane jako część rozproszonego wzorca osadniczego w formie gospodarstw domowych, które znajdowały się na krańcach plantacji Letolo.

### Faza 2
Na okres 200–700 n.e. nie odnaleziono żadnych dowodów archeologicznych poświadczających działalność człowieka. W drugiej połowie tzw. „ciemnego wieku” czyli od około 700 wciąż brak materiału archeologicznego. Odkryto jedynie kilka płyt bazaltowych i pieców ziemnych po południowej i zachodniej stronie kopca, a także jeden piec ziemny znaleziony pod platformą podstawową Pulemelei. Możliwe, że brak znalezisk jest związany z brakiem aktywności w tym okresie, jednak archeolodzy podkreślili, że prawdopodobnie rozproszone osadnictwo trwało w okolicy, ale nie w dotychczas przebadanych obszarach.

### Faza 3
Rozpoczęto pierwszy etap budowy kopca. Utworzono boki platformy bazowej poprzez wykopanie płytkiego rowu i ułożenie pionowych płyt lokalnego bazaltu w przygotowanej dziurze. Na szczycie z płyt wulkanicznych zbudowano ściany platformy układając je jedna na drugiej. Biorąc pod uwagę duże rozmiary platformy bazowej, przypuszcza się, że mógł to być obiekt o charakterze ceremonialnym, religijnym lub ważna budowla administracyjna. Szczyt platformy bazowej był prawdopodobnie wybrukowany kamieniami.

### Faza 4
Na fazę 4 przypada intensyfikacja działalności ceremonialnej w latach 1400-1600 AD. Odnaleziono ślady budowy, i późniejszego stosowania dużego pieca ziemnego w pobliżu północnego kopca i znacznego dodatku z górnych platform do platformy podstawowej. Te dodatki podniosły szczyt kopca Pulemelei do 12 m nad powierzchnią ziemi po stronie południowej; co powoduje że z poziomu ziemi aktywności na szczycie kopca są niewidoczne. Orientacja schodów wejściowych w osi wschód-zachód również wskazuje na znaczenie ceremonialne. Wymienić należy również struktury podobne do ramp po stronie południowej i północnej kopca, otaczające budowle chodniki kamienne. Między 1400 a 1600 r. n.e. wydzielono przestrzeń społeczną wokół kopca, być może z konieczności przeprowadzania większych ceremonii w okolicy kopca.

### Faza 5
W fazie V, przypadającej na 1600-1800 n.e., kopiec Pulemelei i związane z nim struktury, zostają opuszczone. Tę zmianę wzoru osadniczego uważa się za skutek europejskiego kontaktu oraz zmian w kulturze tych społeczności.

## Badania

### Badania na Samoa
Pierwsze badania archeologiczne miały miejsce na wyspie Upolu w 1957 roku. Prowadzone były przez amerykańskiego archeologa Jacka Golsona, który podczas nich przebadał na owej wyspie stanowiska osadnicze i kopce. W późniejszych latach został uruchomiony projekt Rogera Greena, podczas którego skupiono się znowu na wyspie Upolu. W trakcie tego projektu znaleziono pierwsze stanowisko kultury Lapita, które znajdowało się pod wodą. Podczas trwania owego projektu wyspa Savai’i nie została przebadana.

### Badania 1963-1967
Podczas szeroko zakrojonego programu wykopaliskowego Rogera Greena i Janet Davidson na Samoa w 1963-67. Archeolog Stuart Scott wykonał dokumentację rysunkową, mapę i przeprowadził badania powierzchniowe, mające na celu określenie położenia ewentualnych stanowisk.

### Badania archeologiczne 1977-1978
Badania przeprowadzone przez Gregory’ego Jackmond’a w 1977-1978 polegały na namierzeniu 3000 obiektów, w tym platform, kamiennych murów, dróg oraz pieców ziemnych.

### Badania archeologiczne 2002-2004
Badania w 3 sezonach wykopaliskowych w latach 2002-2004 prowadzone były przez Dr.Helene Martinsson-Wallin i Dr. Paula Wallin’a z Kon-Tiki Museum oraz Dr. Geoffreya Clarka z Australian National University.  Celem badań było ustalenie chronologii kopca i otaczających go struktur. Były to pierwsze, przeprowadzone na większą skalę badania kopca. Początkowo oczyszczono i wykonano dokumentacja kopca. Zmierzono wymiary i określono ilość platformy. Zmapowano ponad 60 obiektów wokół samej budowli. Określono również chronologię kolejnych faz budowy kopca.